# Burzum (Demo I)
Burzum (Demo I) este prima realizare discografică a proiectului lui Varg Vikernes, Burzum. Este de fapt o sesiune de repetiții; toate piesele sunt instrumentale.
Toate cele 3 piese vor fi prezente și pe Burzum (Demo II).
Coperta acestui demo înfățișează biserica de lemn Fantoft, după ce a fost incendiată pe 6 iunie 1992 (o fotografie asemănătoare a fost folosită și pentru coperta EP-ului Aske). De aici rezultă faptul că, deși demo-ul a fost lansat în mai 1991, coperta a fost realizată cel mai devreme în iunie 1992. Nu se știe dacă ediția din 1991 avea sau nu copertă.

## Lista pieselor
1. "Lost Wisdom" - 04:58
2. "Spell Of Destruction" - 05:11
3. "Channeling The Power Of Souls Into A New God" - 04:04
4. "Outro" (piesă ascunsă) - 01:56

## Personal
- Varg Vikernes - Toate instrumentele